# José Pedro Fuenzalida
José Pedro Fuenzalida Gana (* 22. Februar 1985 in Santiago de Chile) ist ein ehemaliger chilenischer Fußballspieler. Er gewann mit Chile zwei Mal die Copa América und wurde neun Mal nationaler Meister mit Universidad Católica, dem CSD Colo-Colo in Chile sowie den Boca Juniors in Argentinien.

## Karriere

### Verein
José Fuenzalida spielte zuerst bei Universidad Católica Santiago und wechselte dort 2004 von der Jugend in die Erstligamannschaft. Bereits im ersten Jahr etablierte sich der Rechtsaußen in der Primera División und kam auf 25 Einsätze und 4 Tore. Im zweiten Jahr holte er in der Clausura mit dem Team den Meistertitel. 2007 wurde er noch einmal Vizemeister, bevor er innerhalb der Hauptstadt zum Rekordmeister Colo Colo Santiago wechselte. 
In der Apertura 2008, in der das Team Vizemeister wurde, trat er nur 7-mal an und  wurde im Sommer an den CD O’Higgins aus Rancagua im Süden von Santiago ausgeliehen. Dort blieb er eineinhalb Jahre, in denen er nicht nur Stammspieler war, sondern mit 8 Treffern in einem Jahr auch an Torgefährlichkeit zulegte. Deshalb holte Colo Colo ihn 2010 zurück, wo er seitdem Stammspieler ist und 2013 sein 100. Erstligaspiel für den Verein bestritt. 2014 gewann er mit dem Team die Clausura und damit den 30. Meistertitel in der Vereinsgeschichte. Nachdem die Apertura bereits begonnen hatte, wechselte Fuenzalida im August zu den Boca Juniors. Nach einer Saison ging er zurück zu CD Universidad Católica. Dort gewann sechs Meisterschaften bis zum Karriereende 2022 im Trikot der Cruzados.

### Nationalmannschaft
José Fuenzalida spielte bereits bei der U-20-Weltmeisterschaft 2005 und bei Turnier von Toulon 2008 als Jugendspieler für sein Land. Als er im selben Jahr zu Colo Colo Santiago wechselte, wurde er auch erstmals ins chilenische Seniorenteam berufen. Viermal spielte er noch in diesem Jahr für die Auswahl seines Landes und kam vor der Fußball-Weltmeisterschaft 2010 des Öfteren zum Zug. Er stand auch im Vorbereitungskader zur WM, schaffte es aber letztendlich nicht in den 23-Mann-Kader für Südafrika.
Danach fiel er erst einmal aus dem Focus des Nationalteams, erst im Vorlauf zur nächsten WM wurde er wieder verstärkt eingesetzt. Obwohl er bis dahin nur Freundschaftsspiele bestritten hatte, wurde er im Juni 2014 in das 23-köpfige Aufgebot Chiles für die Fußball-Weltmeisterschaft 2014 in Brasilien aufgenommen. In den drei Vorrundenspielen kam er dort aber nicht zum Einsatz. Auch bei der Copa América 2015 stand Fuenzalida im Kader und wurde nicht eingesetzt. Chile gewann das Turnier im eigenen Land. Bei der schon im darauffolgenden Jahr stattfindenden Copa América Centenario 2016 gewann Chile mit José Fuenzalida, der alle sechs Spiele absolvierte, erneut das Turnier.

## Erfolge
Universidad Católica
- Chilenischer Meister: 2005-C, 2015/16-C, 2016/17-A, 2018, 2019, 2020, 2021
- Chilenischer Supercup-Sieger: 2016, 2019, 2020, 2021

Colo-Colo
- Chilenischer Meister: 2013/14-C

Boca Juniors
- Argentinischer Meister: 2015
- Argentinischer Pokal: 2015

Chile
- Copa-América-Sieger: 2015, 2016